# Бюджетний дефіцит
Бюдже́тний дефіци́т — перевищення видаткової частини державного бюджету над дохідною. Є однією з основних причин інфляції, спричиняється економічною нестабільністю, скороченням надходжень до бюджету, зростанням видатків з бюджету. Покриття бюджетного дефіциту може здійснюватися шляхом отримання державних позик та емісією грошей (в Україні згідно зі ст. 15 п.2 Бюджетного кодексу України «Джерелом фінансування бюджету не можуть бути емісійні кошти Національного банку України»).
Дефіцит бюджету — це сума, на яку рівень видатків бюджету перевищує рівень надходжень.
Причини виникнення дефіциту:
- спад виробництва;
- зниження ефективності функціонування окремих галузей;
- несвоєчасне проведення структурних змін в економіці або її технічного переоснащення;
- великі воєнні витрати;
- інші фактори, що впливають на соціально-економічне становище країни.

Бюджетний дефіцит — явище майже постійне в економіці кожної держави. Для населення наявність дефіциту має опосередковане значення, але воно бере участь у поверненні залучених для покриття дефіциту коштів шляхом сплати податків.

## Види дефіциту
За напрямами дефіцитного фінансування розрізняють активний (дає змогу підштовхнути, активізувати подальший розвиток економіки і зростання капіталу) і пасивний (підкоряється законам інфляції) бюджетний дефіцит. 

### Активний бюджетний дефіцит
Активний бюджетний дефіцит пов'язаний із нестачею бюджетних ресурсів для фінансування капітальних видатків (інвестицій). Дефіцитне фінансування інвестицій у цілому можна вважати позитивним явищем, оскільки воно передбачає активний вплив бюджету на економічні процеси у суспільстві. Теоретичні засади дефіцитного фінансування інвестицій базуються на кейнсіанстві, зокрема на його постулатах "бюджетного мультиплікатора". 

### Пасивний бюджетний дефіцит
Пасивний бюджетний дефіцит характеризується спрямуванням дефіцитних коштів на фінансування поточних видатків, зокрема на соціальний захист населення, соціально-культурні заходи, оборону, управління. Таке витрачання коштів означає їхнє поглинання, що відображає пасивне реагування держави на складне фінансове становище у суспільстві.
Бюджети в Україні можуть затверджуватись з дефіцитом лише при наявності обґрунтованих джерел його фінансування. Граничний розмір державного боргу не повинен перевищувати 60 %[джерело?] фактичного річного обсягу ВВП. У разі перевищення зазначеної межі уряд має вжити негайних заходів до приведення цієї величини у відповідність з необхідною нормативною.
Профіцит бюджету — це перевищення доходів бюджету над його видатками. Законодавством передбачено, що профіцит затверджується з метою погашення основної суми боргу.

### Фактичні показники дефіциту державного бюджету України по роках
|       | Доходи    | Доходи | Видатки   | Видатки | Кредитування | Кредитування      | Сальдо    |         |
| % ВВП | % ВВП     | % ВВП  | % ВВП     | % ВВП   | % ВВП        | (дефіцит бюджету) | % ВВП     |         |
| ----- | --------- | ------ | --------- | ------- | ------------ | ----------------- | --------- | ------- |
| 2008  | 231686,3  | 24.44  | 241454,5  | 25.47   | 2732,5       | 0.29              | -12500,7  | -1.32%  |
| 2009  | 209700,3  | 22.96  | 242437,2  | 26.54   | 2780,3       | 0.30              | -35517,2  | -3.89%  |
| 2010  | 240615,2  | 22.23  | 303588,7  | 28.04   | 1292,0       | 0.12              | -64265,5  | -5.94%  |
| 2011  | 314616,9  | 23.90  | 333459,5  | 25.33   | 4715,0       | 0.36              | -23557,6  | -1.79%  |
| 2012  | 346054,0  | 24.56  | 395681,5  | 28.08   | 3817,7       | 0.27              | -53445,2  | -3.79%  |
| 2013  | 339180,3  | 23.31  | 403403,2  | 27.73   | 484,7        | 0.03              | -64707,6  | -4.45%  |
| 2014  | 357084,2  | 22.79  | 430217,8  | 27.46   | 4919,3       | 0.31              | -78052,8  | -4.98%  |
| 2015  | 534694,8  | 27.01  | 576911,4  | 29.14   | 2950,9       | 0.15              | -45167,5  | -2.28%  |
| 2016  | 616274,8  | 25.86  | 684743,4  | 28.73   | 1661,6       | 0.07              | -70130,2  | -2.94%  |
| 2017  | 793265,0  | 26.59  | 839243,7  | 28.13   | 1870,9       | 0.06              | -47849,6  | -1.60%  |
| 2018  | 928108,3  | 26.08  | 985842,0  | 27.70   | 1514,3       | 0.04              | -59247,9  | -1.66%  |
| 2019  | 998278,9  | 25.12  | 1072891,5 | 26.99   | 3437,0       | 0.09              | -78049,5  | -1.96%  |
| 2020  | 1076016,7 | 25.66  | 1288016,7 | 30.71   | 5096,1       | 0.12              | -217096,1 | -5.18%  |
| 2021  | 1296852,9 | 23.75  | 1490258,9 | 27.30   | 4531,4       | 0.08              | -197937,4 | -3.63%  |
| 2022  | 1787395,6 | 34.43  | 2705423,3 | 52.12   | -3326,0      | -0.06             | -914701,7 | -17.62% |